# Рылов, Владимир Алексеевич
Владимир Алексеевич Рылов (р. 29 августа 1947 года) — советский и российский дирижёр. Заслуженный деятель искусств Российской Федерации (2023). Народный артист Бурятской АССР.

## Биография
Родился 29 августа 1947 года. Окончил Хоровое училище при ЛГАК имени М. И. Глинки и ЛГК имени Н. А. Римского-Корсакова. В 1971 — 1972 годах возглавлял Государственный оркестр русских народных инструментов им. В. В. Андреева, в 1972—1980 годах работал в Ленинградском театре музыкальной комедии. В 1980 — 1984 годах главный дирижёр Пермского АТОБ. В 1986—1989 годах возглавлял Бурятский государственный академический театр оперы и балета; народный артист Республики Бурятия.
Далее руководил оркестром АТКБ под руководством Н. Д. Касаткиной и В. Ю. Василёва (1989—1991), Государственным оркестром кинематографии (1991—1992 годах), оркестром Санкт-Петербургского театра музыкальной комедии (1992—1995). С 1999 года художественный руководитель, с 2000 года главный дирижёр Симфонического оркестра Государственной филармонии Алтайского края.
С 1 октября 2021 по 31 марта 2025 года — художественный руководитель Бурятского театра оперы и балета имени Г. Ц. Цыдынжапова.

## Награды и премии
- Государственная премия РСФСР имени М. И. Глинки (1984) — за дирижирование оперным спектаклем «Война и мир» С. С. Прокофьева.
- Благодарность Президента Российской Федерации (16 июля 2010 года) — за заслуги в области культуры и многолетнюю плодотворную работу[3].
- Заслуженный деятель искусств Российской Федерации (4 сентября 2023 года) — за заслуги в развитии отечественной культуры и искусства, многолетнюю плодотворную творческую деятельность[4].
- Народный артист Бурятской АССР.